# Knírač malý
Knírač malý je menší kopie knírače středního, rozdíl ve velikosti je asi 15 cm. Jde o plemeno služebních psů a jiným názvem se mu také říká miniaturní, neboli trpasličí.

## Historie
Toto plemeno, jak ho známe v dnešní podobě, je poměrně mladé. Podle některých názorů sahají kníračovy kořeny až do roku 3000 před naším letopočtem. Ovšem až na konci 19. století se poprvé objevili psi s podobou současného knírače. Byl vyšlechtěn v Německu křížením knírače středního s miniaturními pinči. Hlavní záměr tohoto šlechtění byl vytvořit zmenšený a co nejvěrnější obraz středního knírače. Až do roku 1917 byl označován jako drsnosrstý trpasličí pinč. Hrubosrstí pinčové byli oficiálně přejmenováni na knírače až v roce 1917 ve 4. Svazku plemenné knihy Pinches-Schnauzer.

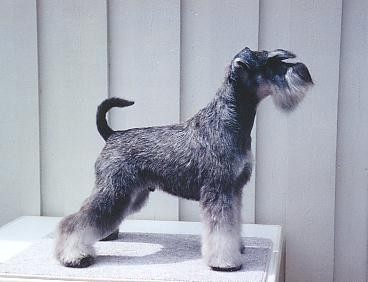
Výstavní postoj

## Povaha
Knírač je velice živý, pozorný a díky své inteligenci je vhodný na psí sporty a dodnes jsou používaní k vyhledávání drog u policie. Je to velmi dobrý hlídač, ale používá se spíše jako společník. Jeho výcvik musí být laskavý, ale důsledný. Jeho oblíbenost ale znovu stoupá a opět se začíná objevovat na kynologických cvičištích pro svou velkou chuť pracovat.
S dětmi vychází dobře, ale nenechá si líbit něco, co je mu nepříjemné, proto je nutné před seznámením s dětmi je seznámit, jak se ke psu chovat.

## Vzhled
Malí knírači jsou menšího vzrůstu, silní, spíše podsadití než štíhlí. Jedinec tohoto plemene je zmenšenou kopií středního knírače. Toto plemeno má kvadratickou stavbu těla a výška malého knírače v kohoutku odpovídá zhruba délce trupu. Hlava by měla odpovídat mohutnosti psa a je výrazná především díky mohutným vousům. Tito psi mají dobře vyvinutý čenich vždy černé barvy a jejich uši jsou vysoko a rovnoměrně nasazené – v České republice nekupírované. Taktéž ocas se v České republice nekupíruje. Knírači by měli mít tvrdou, hustou, až drátovitou srst, o kterou je třeba pravidelně pečovat trimováním po těle a upravovat stříháním na nohou, hlavě, hrudi a kolem řitního otvoru.[zdroj⁠?!] Aby knírač vypadal skutečně jako knírač, je třeba zvolit správný střih, který podtrhne přednosti plemene.[zdroj⁠?!] Mezi ty patří především již zmiňované typické husté vousy a silné končetiny.

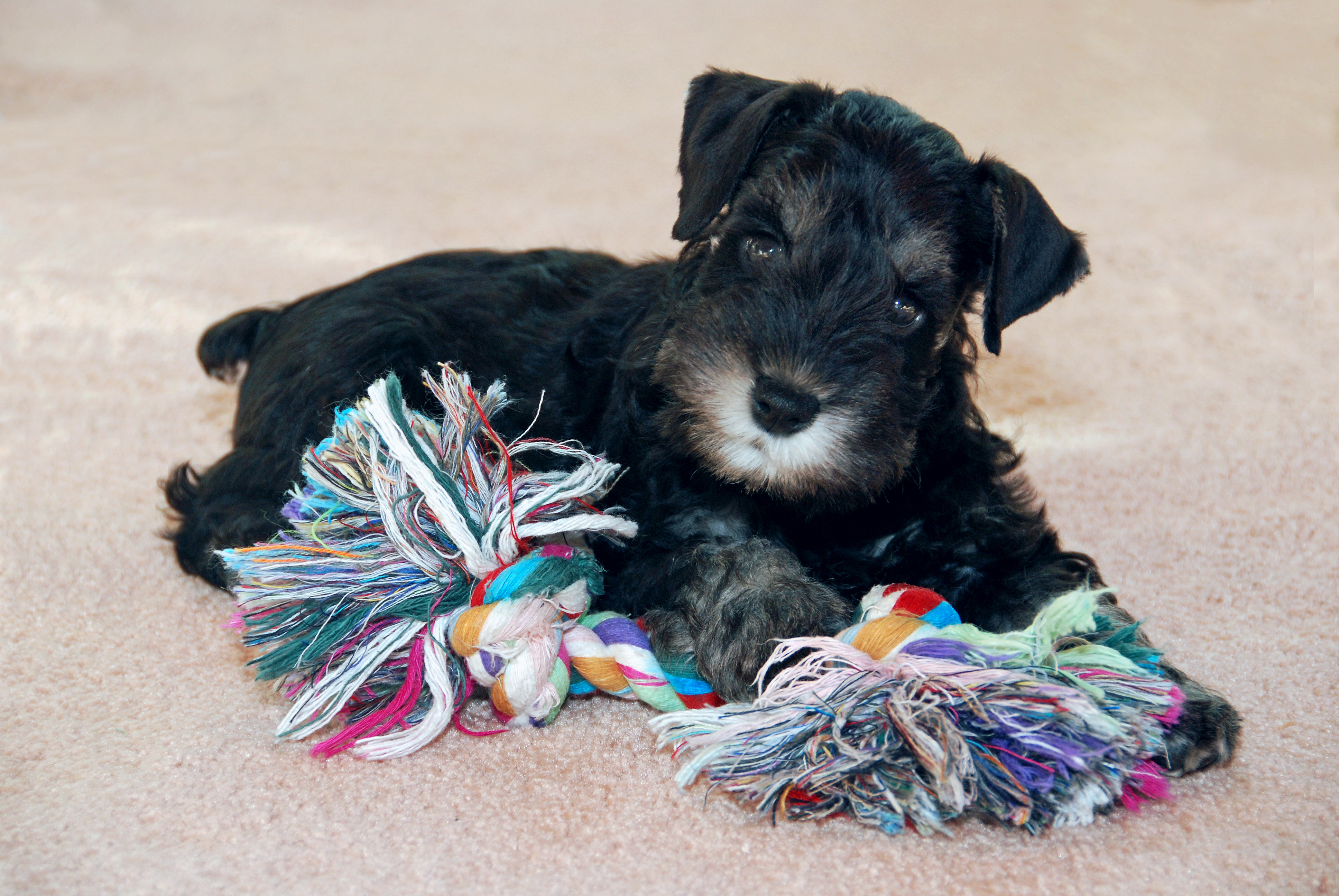
Hravé štěně

Knírač malý existuje ve čtyřech barevných variantách:
- Knírač malý bílý (Zwergschnauzer Weiss)
- Knírač malý černostříbřitý (Zwergschnauzer Schwarz-Silber)
- Knírač malý černý (Zwergschnauzer Schwarz)
- Knírač malý pepř a sůl (Zwergschnauzer Pfeffersalz)

## Zajímavosti
Dnešní oficiálně uznávané barevné variety malého knírače prodělaly postupně dosti komplikovaný vývoj. Zcela původně, na počátku formování dnešní podoby plemene, byl běžný výskyt různobarevných štěňat dvou stejně barevných rodičů, z nichž se pouze obtížně vybírali jedinci odpovídající kýženému barevnému standardu. Nešvarem oblíbené variety pepř a sůl byly dlouhou dobu bílé znaky odlišné velikosti. Část chovatelů se je snažila prosadit do standardu, ale neuspěla. Černo-stříbrná varieta, která není povolena u středního ani velkého knírače, byla uznána až podstatně později, v průběhu 80. let 20. století. Tehdy se stalo součástí standardu rovněž bílé zbarvení malého knírače.
Za zmínku stojí také fakt, že malý knírač je v USA řazen mezi teriéry, což je pro nás vzhledem k historickému kontextu poněkud nezvyklé.